# گولهایم
گولهایم (به آلمانی: Göllheim) یک شهر در آلمان است که در دنرسبرگکرایس واقع شده‌است. گولهایم ۳٬۷۵۰ نفر جمعیت دارد.